# Кешм – Бендер-Аббас
Кешм — Бендер-Аббас — трубопроводи для транспортування природного газу, які сполучають іранський острів Кешм з материком.
У 1979 році на острові Кешм почала роботу установка підготовки газу родовища Гаварзін, видачу продукції якої організували по трубопроводу до ТЕС Бендер-Аббас. Він має довжину 69 км та виконаний у діаметрі 300 мм (втім, існують дані, що довжина та діаметр становлять 50 км та 550 мм відповідно). Газопровід перетинає протоку між островом і материком у найвужчому місці, при цьому довжина офшорної частини становить лише 2 кілометри.
В 2018 році на острівці Хенгам біля південного узбережжя Кешму стала до ладу установка підготовки газу родовища Хенгам, продукція якого також може подаватись до Бендер-Аббасу.
Водночас у середині 2010-х запланували створення на Кешмі потужної індустріальної зони, що потребуватиме великих обсягів природного газу, зокрема для роботи нафтохімічних виробництв та двох потужних електростанцій — ТЕС Пасаргад і ТЕС Хенгам. Оскільки ці обсяги у кілька разів перевищують можливості установок Гаварзін та Хенгам, на Кешм вирішили подати ресурс через відгалуження від магістрального газопроводу IGAT VII. Завершення цього нового трубопроводу заплановане на 2021 рік. Він матиме довжину 120 км (траса IGAT VII проходить дещо північніше від Бендер-Аббасу), діаметр 750 мм та пропускну здатність у 40 млн м3 на добу.